# Al Buhturi
Al Buhturi, en arabe,  أبو الوليد بن عبيدالله البحتري التنوخ (al-Walīd ibn `Ubayd Allāh al-Buhturī) (820 - 897) est un poète arabe né à Hiérapolis Bambyce en Syrie, entre Alep et l'Euphrate. Comme Abū Tammām, il est de la tribu des T̩ayyi'.
Pendant sa jeunesse, il rend visite à Abū Tammām à Homs, qui le recommande auprès des autorités de Ma'arrat al-Numan, qui lui attribuent une pension annuelle de 4000 dirhems. Plus tard, il se rend à Bagdad, où il rédige des vers à la louange du calife al-Mutawakkil et des dignitaires de sa cour. Bien que résidant longtemps à Bagdad, il consacre beaucoup de ses poèmes à la louange d'Alep, et la plus grande partie de ses poésies d'amour sont dédiées à Aiwa, une jeune fille de cette ville. Il meurt à Manbij en 897.
Le recueil de ses poèmes est édité à deux reprises au Xe siècle, par ordre alphabétique dans l'une des éditions (en fonction de la dernière consonne de chaque ligne), dans l'autre selon le thème. Il est publié à Istanbul en 1883. À l'exemple d'Abū Tammām, il recueille ses poèmes de jeunesse, ouvrage également connu sous le titre Hamasah.